# Castello di Beeston

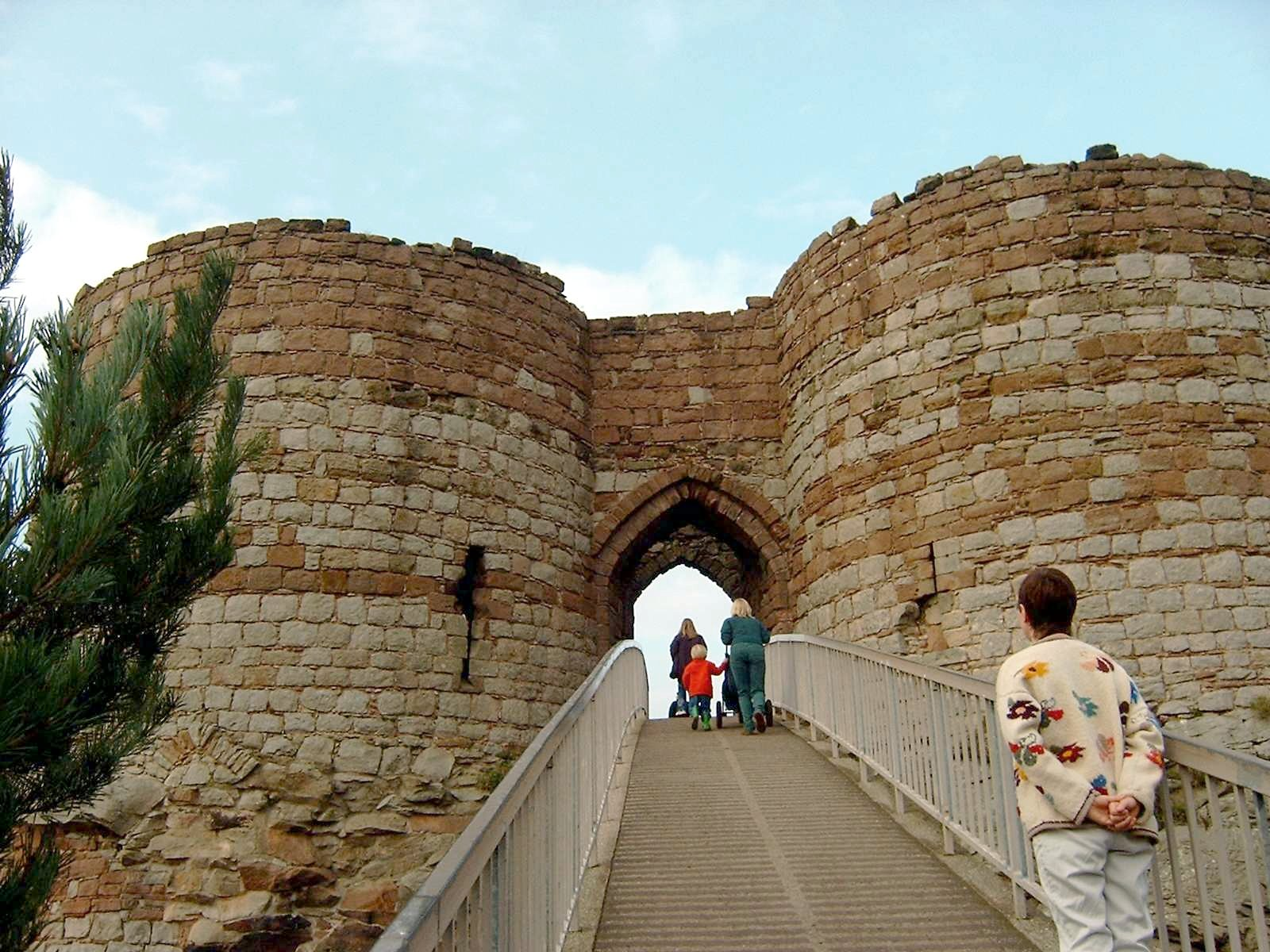
Fotografia dell'entrata del castello, raggiungibile grazie alla moderna costruzione di un pontile.

Il castello di Beeston è un castello medievale situato nel villaggio di Beeston, nella regione inglese del Cheshire

## Architettura
Il castello è stato edificato su roccia arenaria e sorge a circa 110 metri d'altezza. Il castello di Beeston, oggi di proprietà dell'English Heritage, è composto principalmente da rovine ed è un edificio classificato al primo grado.

## Storia
I lavori di costruzione del maniero risalgono al 1225 quando Ranulf de Blondeville, VII conte di Chester (1170–1232), di ritorno dalle crociate, volle edificare un castello di difesa del suo territorio. I lavori terminarono sotto il successore del conte, John de Lacy. Nel 1237 re Enrico III prese possesso del castello, che divenne luogo di raduno di truppe inviate poi a combattere in Galles.
Il castello non fu mai adibito a dimora nobiliare, ma fu sempre solo una roccaforte di difesa. La sua importanza rimase marginale sino allo scoppiare della guerra civile inglese, durante la quale venne riutilizzato. Nel 1646 venne però parzialmente demolito, per impedire che potesse avere nuovamente funzioni militari. Si pensava che re Riccardo II avesse nascosto nelle segrete del castello un tesoro, che però non venne mai trovato.